# Districte de Stollberg
El Districte de Stollberg (en alemany Landkreis Stollberg) era un Landkreis (districte) situat a l'oest del land (estat federat) de Saxònia, a Alemanya). Limitava al nord-est amb la ciutat independent (kreisfreie Stadt) de Chemnitz, a l'est amb el districte de Mittlerer Erzgebirgskreis, al sud-est amb el districte d'Annaberg, al sud amb el districte d'Aue-Schwarzenberg, a l'oest amb el Zwickauer Land i al nord-oest amb el Chemnitzer Land. La capital del districte era la ciutat de Stollberg/Erzgeb.
El districte va ser establert per primera vegada l'any 1910, dissolt el 1950, reconstituït el 1952 i ampliat l'any 1994, fins que l'1 d'agost del 2008, en el marc d'una nova reforma dels districtes de Saxònia, va desaparèixer per integrar-se en el nou districte de les Muntanyes Metal·líferes.

## Composició del Districte
(Nombre d'habitants a 30 de juny del 2006)
| Ciutats 1. Lugau/Erzgeb. (7.581) 2. Oelsnitz/Erzgeb. (12.510) 3. Stollberg/Erzgeb. (12.602) 4. Thalheim/Erzgeb. (7.393) 5. Zwönitz (11.657) | Municipis 1. Auerbach (2.951) 2. Burkhardtsdorf (6.878) 3. Erlbach-Kirchberg (1.829) 4. Gornsdorf (2.258) 5. Hohndorf (3.968) 6. Hormersdorf (1.608) 7. Jahnsdorf/Erzgeb. (5.983) 8. Neukirchen/Erzgeb. (7.369) 9. Niederdorf (1.374) 10. Niederwürschnitz (2.957) |